# La Bréole

La Garde este o comună în departamentul Alpes-de-Haute-Provence din sud-estul Franței. În 1 ianuarie 2018 avea o populație de 379 de locuitori.